# Lidköpings Tändsticksfabrik
Lidköpings Tändsticks-och Ångsågs AB var en tändsticksfabrik, som grundades i Lidköping 1865 av fabrikören Otto Delphin. Fabriken brann ned 1867, varefter tillverkningen återupptogs i nya lokaler, där Västra tändsticksfabriken senare kom att ligga. Hans firma ombildades 1870 till bolaget Lidköpings Tändsticksfabrik. År 1874 ombildades det till Lidköpings Tändsticks-och Ångsågs AB.
Lidköpings Tändsticksfabrik var en fortsättning av en tändstickstillverkning i staden, vilken hade påbörjats i liten skala 1856, då F Westfeldt på landeriet Vänersvik hade startat Wenersviks Tändsticksfabrik med en blygsam tillverkning av fosfortändstickor med omkring 50 anställda. Rörelsen flyttade efter att ha övertagits av stadsvaktmästaren Per Lundblad till en serie platser inom Gamla staden, innan den upphörde. 
Lidköpings Tändsticksfabrik köptes 1905 av Jönköpings och Vulcans Tändsticksfabriks AB, vilket lade ned tillverkningen samma år. Detta fick till effekt att bryggeridisponenten Linus Westberg grundade Sirius Tändsticksfabrik, som var i drift till 1963.